# Callosphingia
Callosphingia là một chi bướm đêm thuộc họ Sphingidae, có một loài, Callosphingia circe, sinhh sống ở khu vực bán sa mạc và khô cằn đông châu Phi.
Chiều dài cánh trước là 29–36 mm. 